# Tomaatkikker
De tomaatkikker (Dyscophus antongilii) is een kikker uit de familie smalbekkikkers (Microhylidae). De soort werd voor het eerst wetenschappelijk beschreven door Alfred Grandidier in 1877. Oorspronkelijk werd de wetenschappelijke naam Dyscophus insularis var. antongilii gebruikt.
De soort komt voor in Afrika; in noordoostelijk Madagaskar.

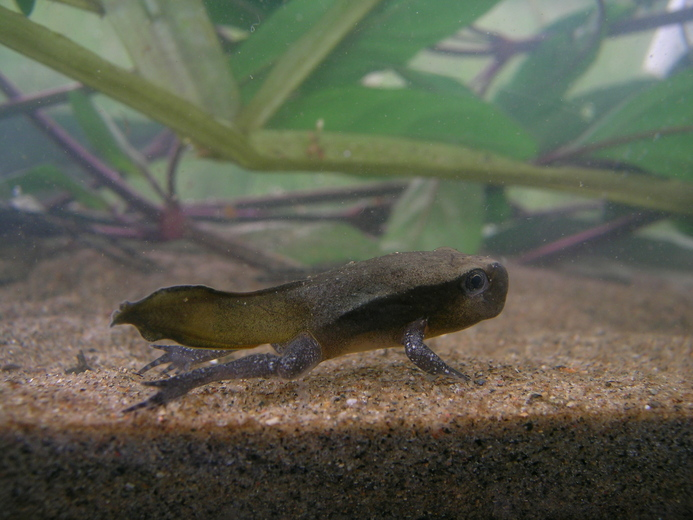
Bijna volgroeide larve
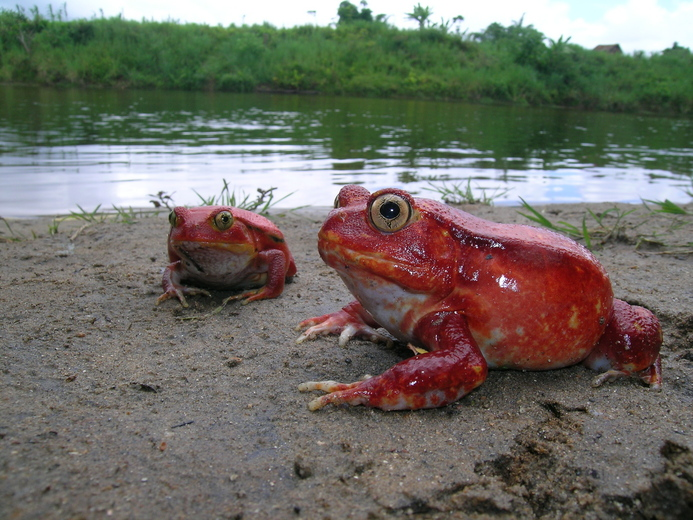
De knalrode volwassen exemplaren
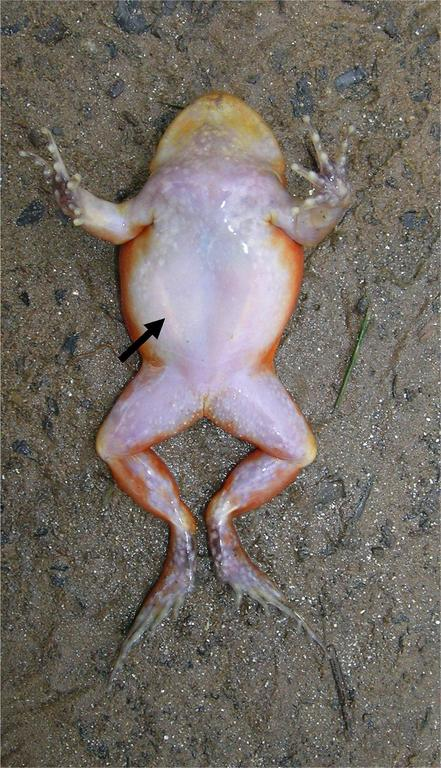
Onderzijde